# Sivaladapinae
Sivaladapinae es una subfamilia extinta de primates adapiformes. La subfamilia está compuesta de tres géneros y cinco especies:
- Sivaladapis †
  - Sivaladapis palaeindicus (Pilgrim, 1932) - Mioceno Medio, Formación Chinji, Pakistán.
  - Sivaladapis nagrii Gingerich & Sahni, 1979† - Mioceno Superior, Formación Nagri, India.
- Sinoadapis Wu & Pan, 1985 †
  - Sinoadapis carnosus Wu & Pan, 1985 † - Mioceno, Lufeng, China
  - Sinoadapis shihuibaensis - Mioceno, Shihuiba, China
- Indraloris Lewis, 1933 †
  - Indraloris himalayensis (Pilgrim, 1932) † (incl. I. lulli) - Mioceno Superior, Formación Nagri, India